# Набережний (Красногвардійський район)
Набережний (рос. Набережный) — селище Красногвардійського району Адигеї Росії. Входить до складу Хатукайського сільського поселення.
Населення — 94 особи (2015 рік).